# 広済寺 (北京市)

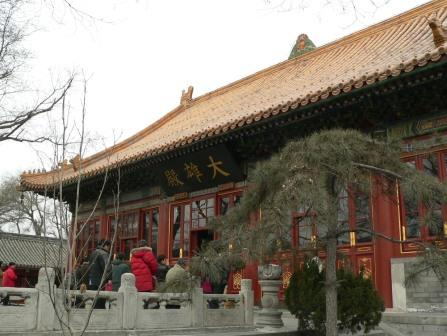
本堂。

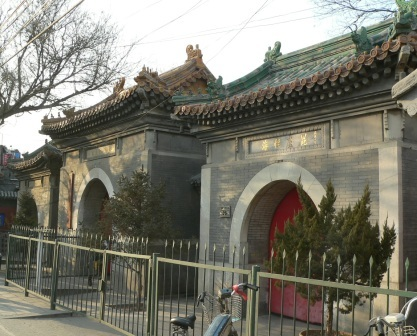
山門。

広済寺（こうさいじ）は、中華人民共和国北京市西城区にある仏教寺院。中国仏教協会と中国仏教学研究所が境内に設置されている。

## 歴史
金の時代（1115年 - 1234年）に創建された古刹で、初名を西劉村寺といった。
元に「報恩洪済寺」と改称され、末年の兵火により一度は廃寺となったが、明の天順元年（1457年）になって、普慧は弟子らとともに資金を募り、重建に取り掛かった。明皇室の後援を得て、成化2年（1466年）に落成を見、「弘慈広済寺」の名を賜った。
明の万暦11年（1583年）と清の康熙38年（1699年）と、二度に渡って、それぞれ重建されている。
中華民国の治下で二度火災に遭い、その都度に再建された。
1952年、地元政府は寺院を再建した。
1959年より、中国仏教協会がここに設置される。
1984年、北京市人民政府によって市文物保護単位に認定された。
1972年と1976年に二度の重建を経ている。
中華人民共和国国務院より、1983年に漢族地区仏教全国重点寺院の認定、また2006年5月25日に第六批全国重点文物保護単位の認定を受けた。

## 伽藍
山門、天王殿、大雄宝殿（本堂）、圓通殿（観音殿）、蔵経閣

## 宝物
- 明代三世仏像
- 十八羅漢像
- 康熙漢白玉戒台
- 乾隆青銅宝鼎
- 明版大蔵経
- 雲居寺石経拓片三万余片
- 静琬法師の舎利子